# Pinus nigra
Il pino nero  (Pinus nigra J.F.Arnold, 1785) è un albero della famiglia delle Pinaceae presente esclusivamente nelle regioni montuose mediterranee. Il suo areale è estremamente frammentato in quanto si tratta di una specie relitta pioniera.

## Morfologia
Alcuni caratteri morfologici sono comuni a tutto il gruppo dei Pini neri, altre, come ad esempio la lunghezza e la rigidità degli aghi, sono distintive a livello di sottospecie.

### Portamento
Portamento conico-espanso ma variabile, chioma densa. Può raggiungere i 20–30 m ma ci sono esemplari di oltre 50 m.

### Corteccia
Da rosso-marrone a grigia, con ampie fessure. Negli esemplari adulti la corteccia si presenta suddivisa in ampie placche grigie con la parte tra una placca e l'altra di colore nero.

### Foglie
Aghiformi, lunghe 8–20 cm, riunite in mazzetti di due, di colore verde scuro.

### Coni
I fiori, come in tutte le conifere non sono presenti, al contrario troviamo due diverse strutture riproduttive (una femminile ed una maschile) indicate come:
- Macrosporofilli: sono costituiti da piccoli coni di colore rosato, peduncolati, solitari o a piccoli gruppi.
- Microsporofilli: sono piccoli coni ovoidali e giallastri, sessili e riuniti in gruppi.

### Strobili
Di forma ovale-conica, sono lunghi 5–15 cm e larghi 2–3 cm. Sono verdi in età giovanile e diventano giallastri dopo diciotto mesi. Contengono dei semi alati lunghi circa 6–8 mm.

## Habitat
È una specie moderatamente termofila, resiste bene anche al gelo e alla neve. Si trova, a seconda della latitudine, dalla pianura a 2000 m di quota, ma di solito predilige un'altezza di 200–1500 m. Non è troppo esigente in fatto di terreno, ma non si adatta bene a quelli pesanti e argillosi soprattutto se umidi soffrendo di marciumi radicali e conseguente crescita stentata. Ama invece i terreni rocciosi con pochi ristagni idrici e vegeta bene anche in terreni calcarei (diffuso molto nel Carso in Venezia Giulia, Istria e Dalmazia), mostrando però una crescita maggiore annua in terreni silicei.

## Distribuzione
L'areale è oromediterraneo; si trova dal Nordafrica all'Anatolia.
Specie molto diffusa dalla Spagna alla Crimea, si trova anche in Asia minore (Cipro, Anatolia) e sulle montagne dell'Africa settentrionale. Abusato come ornamentale nei giardini. Si è naturalizzato in qualche area dell'America settentrionale. È presente in Italia ed è molto comune da Nord a Sud e cresce sia a basse quote fino a quote alte (a Nord). In Italia crea dei boschi più o meno puri ma è anche associato ad altri alberi come il Pino silvestre, il Pino mugo, il Pino marittimo, l'Abete rosso e bianco.

## Sottospecie e varietà
La suddivisione sistematica di questa specie è molto controversa e differenti autori raggruppano a rango di sottospecie o varietà i diversi ecotipi che si distinguono geograficamente.
Secondo la recente classificazione di Euro+Med Plantbase (2014) la specie Pinus nigra è distinguibile in 5 sottospecie:
- Pinus nigra J.F.Arnold subsp. nigra - nella penisola Balcanica nord occidentale fino all'Austria e Friuli.
- Pinus nigra subsp. dalmatica (Vis.) Franco - in alcune isole della costa croata.
- Pinus nigra subsp. laricio (Poir.) Maire - nel sud d'Italia, Sicilia e Corsica.
- Pinus nigra subsp. pallasiana (D. Don) - nella penisola Balcanica sud orientale, Turchia, Cipro, Crimea.
- Pinus nigra subsp. salzmannii (Dunal) Franco  - in Francia, Spagna, Algeria e Marocco.

Una piccola area della Toscana in provincia di Pisa ospita una formazione di Pinus nigra subsp. laricio, che però probabilmente deriva da un rimboschimento medioevale.
Inoltre è da segnalare una entità di transizione tra le sottospecie laricio e nigra denominata Pino nero di Villetta Barrea (o Pinus nigra subsp. nigra var. italica)
Secondo altri autori la specie si divide in due sottospecie, ciascuna delle quali divisa in tre varietà.
- Pinus nigra subsp. nigra nell'areale orientale, dall'Austria  all'Italia nordorientale e centromeridionale, fino alla Crimea e alla Turchia.
  - Pinus nigra subsp. nigra var. austriaca Loud - pino austriaco[2]
  - Pinus nigra subsp. nigra var. caramanica - pino turco
  - Pinus nigra subsp. nigra var. pallasiana   - pino di Crimea
  - Pinus nigra subsp. nigra var. italica Hochst - pino di Villetta Barrea[2]
- Pinus nigra subsp. salzmannii  - nell'areale occidentale, dall'Italia meridionale fino alla Francia, alla Spagna e all'Africa settentrionale
  - Pinus nigra subsp. salzmannii var. salzmannii - Pino nero delle Cevenne
  - Pinus nigra subsp. salzmannii var. corsicana (sin. subsp. laricio) - pino corso, pino nero calabro
  - Pinus nigra subsp. salzmannii var. mauretanica  - pino dell'Atlante

Gli alberi nell'areale originario sono associati al pino silvestre (Pinus sylvestris), all'abete rosso (Picea abies), al pino loricato (Pinus heldreichii), al peccio di Serbia (Picea omorika), al cedro del Libano (Cedrus libani), all'abete bianco (Abies alba), e altre specie di Abies, diverse specie di ginepro (Juniperus) e varie latifoglie.
La sottospecie orientale nigra è maggiormente rustica (resistente fino a oltre -30 °C) della sottospecie occidentale salzmannii (che è resistente fino a -25 °C).